# 圣潘克拉齐奥
圣潘克拉齐奥（義大利語：San Pancrazio），是意大利博尔扎诺-上阿迪杰自治省的一个市镇。总面积62平方公里，人口1589人，人口密度25.6人/平方公里（2009年）。ISTAT代码为021084。